# Akatsuki (Naruto)
Akatsuki (betekent 'zonsopgang') is een fictieve criminele organisatie in de anime- en mangaserie Naruto. De organisatie zou de sterkste criminelen uit de Naruto-wereld bevatten.

## Organisatie
De Akatsuki is een kleine organisatie met tien leden. Ze hebben een onduidelijk aantal spionnen in veel steden en landen in de wereld van de Shinobi. De leden van Akatsuki zijn allemaal S-rank criminelen en worden overal gezocht. De S-rank wil zeggen dat het seriemoordenaars zijn en levensgevaarlijk voor iedereen.
Lid worden van de Akatsuki is redelijk moeilijk. De Akatsuki-leider selecteert er mensen voor uit alle hoeken en streken van de wereld. De Akatsuki heeft zeer strikte regels, maar sterfgevallen worden als reguliere gebeurtenissen gezien. Akatsuki-leden communiceren via telepathische middelen.

## Doelen
Hun doel is de wereld te overheersen dat is hun manier om later vrede te creëren. Daarvoor verzamelen ze gestaarte beesten (Bijuu). De Bijuu worden altijd door de leiders van landen in mensen verzegeld. Die mensen heten Jinchūriki en staan vaak afgezonderd van de maatschappij omdat veel andere mensen denken dat ze het monster zelf zijn. Uzumaki Naruto, Sabaku no Gaara en Killer Bee zijn bekende Jinchūriki.
De Akatsuki plande om alle negen Jinchūriki die er bestaan te vangen en hun gestaarte beest eruit te halen. Dat is bij zeven Jinchūriki al gelukt, onder wie Gaara die nu leeft zonder zijn Bijuu Shukaku. De Bijuu die ze al hebben zijn op een rijtje: Een-staartige Shukaku (Gaara), Twee-staartige Matatabi (Nii Yugito), de Drie-staartige Isobu (Yagura), de Vier-staartige Son Goku (Roshi), de Vijf-staartige Kokuō (Han), de Zes-staartige Saiken (Utakata) en de Seven-staartige Chōmei (Fu). De twee Bijuu die ze nog te pakken moeten krijgen zijn de Negen-staartige Kurama (Uzumaki Naruto) en Acht-staartige Gyūki (Killer Bee).

### Het verwerken van een Bijuu
Als de Akatsuki een gestaarte beest heeft, roept Akatsuki-leider Pain een beeld op waarmee de gestaarte beest geabsorbeerd wordt. Dat gebeurt met een soort ritueel. De Akatsuki-leden hoeven niet echt aanwezig te zijn: een astrale projectie is voldoende. Voor elke geabsorbeerde gestaarte beest gaat een gesloten oog open. Voor het absorberen gebruiken de leden Sealing Technique: Phantom Dragon Nine Consuming Seals (Fūin Jutsu: Genryū Kyū Fūjin no Jutsu).

### Ringen
Elk Akatsuki lid draagt een eigen, unieke ring. De ringen dragen allemaal een andere naam of kleur.
- Rei : werd gedragen door Pain (overleden) .
- Sei : werd gedragen door Deidara (overleden).
- Haku : gedragen door Konan (voormalig lid, later overleden).
- Shu : werd gedragen door Uchiha Itachi (overleden).
- Kai : gedragen door Zetsu.
- Sora : werd gedragen door Orochimaru (voormalig lid)
- Minami : gedragen door Kisame (overleden).
- Hoku : werd gedragen door Kakuzu (overleden).
- San : werd gedragen door Hidan (overleden).
- Tama : werd gedragen door Sasori (overleden) en wordt nu gedragen door Tobi.

## Verschijning
Akatsuki leden dragen een lang zwart gewaad met rode wolkjes. Ze hebben op hun vingernagels en teennagels nagellak (meestal lichtpaars of zwart)

### Voorhoofdbeschermers
Akatsukileden dragen de voorhoofdbeschermer van het land / dorp waar ze vandaan komen, maar wel met een grote streep erdoorheen om duidelijk te maken dat ze niet meer bij die plek horen en haar regels niet opvolgen.
Orochimaru leeft voort in Kabuto, dit ziet men later in de serie. Na het gevecht tussen Uchiha Sasuke en Uchiha Itachi komt Orochimaru vrij, omdat Sasuke hem niet meer heeft kunnen onderdrukken omdat zijn chakra op was.

## Leden
Oorspronkelijk had Akatsuki elf leden, waarvan er nu nog vijf overblijven. Drie leden zijn gestorven en drie andere hebben de organisatie verlaten. Na Sasori's dood nam Tobi zijn plaats in.